# جائزة جولدن جويستيك
جائزة جولدن جويستيك (بالإنجليزية: Golden Joystick Award)‏ هو ثاني أقدم حفل جوائز للألعاب (بعد حفل "جوائز آركيد")، يقوم بمنح جوائز لألعاب الفيديو وأجهزة الحاسوب المنزلية في العام الحالي والتي يتم التصويت لها من قبل الجمهور العام. بدأ هذا الحفل سنة 1983، وركز الحفل في البداية على ألعاب الحاسوب، ولكن تم توسيعه في وقت لاحق ليشمل ألعاب الأنظمة.

## الفائزون

### 1983
تم تقديم الجوائز من قبل DJ ديف لي ترافيس في حفل أقيم في ساحة بيركلي بلندن.
| الجائزة                        | الفائز                      | المرشحون                               |
| ------------------------------ | --------------------------- | -------------------------------------- |
| أفضل لعبة أركيد على غرار العام | عامل منجم مهووس             | أركاديا، مخترق، غالاجا                 |
| لعبة الإستراتيجية للعام        | الهوبيت                     | مدير كرة القدم، غزو الكوكب، سكرابل     |
| أفضل لعبة أصلية للعام          | آه Diddums                  | هجوم النمل، Pssst، Splat!              |
| لعبة العام                     | جيتباك                      | أركاديا، عامل منجم الهوبيت             |
| دار البرمجيات لهذا العام       | في نهاية المطاف العب اللعبة | تخيل البرمجيات، Llamasoft، ملبورن هاوس |

### 1984
تم تقديم الجوائز من قبل جوولس هولندا، في حفل أقيم في لندن.
| الجائزة                          | الفائز                      | المركز الثاني   | أشاد                         |
| -------------------------------- | --------------------------- | --------------- | ---------------------------- |
| لعبة العام                       | نايت لور                    | صائدو الأشباح   | أفالون، مهمة مستحيلة         |
| دار البرمجيات لهذا العام         | في نهاية المطاف العب اللعبة | ما وراء البرامج | Hewson Consultants، MicroGen |
| أفضل لعبة أصلية للعام            | النخبة                      | خارقا           | Ancipital، بيجاماراما        |
| أفضل لعبة مغامرة لهذا العام      | قلعة كلايمورج               | إريك الفايكنج   | يوريكا، تير نا نوج           |
| أفضل لعبة إستراتيجية للعام       | أمراء منتصف الليل           | رئيس الشاطئ     | قائد الناتو، معركة ميدواي    |
| أفضل لعبة على غرار الآركيد للعام | ديكاثلون دالي طومسون        | بولدرداش        | مونتي مول، Starstrike        |
| أفضل مبرمج لهذا العام            | الفريق النهائي              | مايك سينجلتون   | توني كروثر، أكورنسوفت        |

### 1985
تم تقديم الجوائز من قبل جوولس هولندا، في حفل أقيم على نهر التمز.
| الجائزة                     | الفائز                    | الوصيف                                       |
| --------------------------- | ------------------------- | -------------------------------------------- |
| لعبة العام                  | طريقة القبضة المتفجرة     | النخبة، الألعاب الصيفية II                   |
| دار البرمجيات لهذا العام    | ملبورن هاوس               | يو إس غولد، Elite Systems، Firebird Software |
| أفضل لعبة أصلية للعام       | القليل من الناس الكمبيوتر | جاسوس مقابل. الجاسوس بارادرويد               |
| لعبة المغامرة لهذا العام    | القمر الأحمر              | جريملينز، مللت من الخواتم                    |
| لعبة الإستراتيجية للعام     | مسرح أوروبا               | Shadowfire، معركة بريطانيا                   |
| لعبة العام على غرار الممرات | كوماندوز                  | هايبر سبورتس، دروبزون                        |
| مبرمج العام                 | ستيفن كرو                 | جيف مينتر، أندرو برايبروك، بو جانجبورج       |

### 1986
أقيم الحفل في قاعة كادوجان.
| الجائزة                     | الفائز         | الوصيف                          |
| --------------------------- | -------------- | ------------------------------- |
| لعبة العام                  | القفاز         | اليوريديوم، سبيس هارير          |
| دار البرمجيات لهذا العام    | أنظمة النخبة   | يو إس غولد، Hewson Consultants  |
| أفضل لعبة أصلية للعام       | الحارس         | باب فخ، مطاردة تافهة            |
| لعبة المغامرة لهذا العام    | البيدق         | سيد الخواتم، ثقيل على ماجيك     |
| لعبة الإستراتيجية للعام     | فيتنام         | جوني ريب الثاني، الخدمة الصامتة |
| لعبة العام على غرار الممرات | اليوريديوم     | القفاز، Ghosts'n Goblins        |
| مبرمج العام                 | أندرو برايبروك | كريس بتلر، ستيفن كرو            |
| أفضل موسيقى تصويرية للعام   | سانسيون        | روب هابارد، Star Glider         |

### 1987/1988
تم تقديم الجوائز من قبل كريس تارانت.
| الجائزة                     | الفائز         | الوصيف                        |
| --------------------------- | -------------- | ----------------------------- |
| لعبة العام                  | خارج المدى     | النينجا الأخير، المتمرد       |
| دار البرمجيات لهذا العام    | الذهب الأمريكي | برامج المحيط، أنظمة النخبة    |
| أفضل لعبة أصلية للعام       | سديم           | ويزبول، عامل الحفر            |
| لعبة المغامرة لهذا العام    | نقابة اللصوص   | فارس Orc، ظلال موردور         |
| لعبة الإستراتيجية للعام     | فولكان         | المدافع عن التاج، حوليات روما |
| لعبة العام على غرار الممرات | خارج المدى     | المتمرد، فقاعة الكرة          |
| مبرمج العام                 | جون ريتمان     | أندرو برايبروك                |

### 1988/1989
أقيم الحفل في حدائق Kensington Roof.
| الجائزة                       | الفائز (8 بت)                    | الفائز (16 بت)                   | الوصيف                                      |
| ----------------------------- | -------------------------------- | -------------------------------- | ------------------------------------------- |
| لعبة العام                    | عملية الذئب                      | كرة السرعة                       | النينجا الأخير 2، Starglider 2              |
| أفضل رسومات العام             | Armalyte                         | صاروخ الحارس                     | النينجا الأخير 2، Starglider 2              |
| أفضل موسيقى تصويرية للعام     | كوماندوز الكترونية               | الكاراتيه الدولية +              | RoboCop، Starglider 2                       |
| أفضل لعبة محاكاة للعام        | كرة القدم Microprose             | فالكون                           | مشروع Stealth Fighter، F / A-18 Interceptor |
| لعبة المغامرة لهذا العام      | الفساد                           | سمك!                             | عودة إنغريد                                 |
| أفضل كوين-أب التحويل من السنة | عملية الذئب                      | عملية الذئب                      | نوع R، باك-هوس                              |
| دار البرمجيات لهذا العام      | برامج المحيط                     | ميرور سوفت                       | الذهب الأمريكي                              |
| مبرمج العام                   | جون فيليبس                       | الاخوة Bitmap                    | ميف دينك، جون تويدي                         |
| جائزة C&amp;VG Console        | Thunder Blade (نظام Sega Master) | Thunder Blade (نظام Sega Master) | نوع R (محرك الكمبيوتر)                      |

### 1989/1990

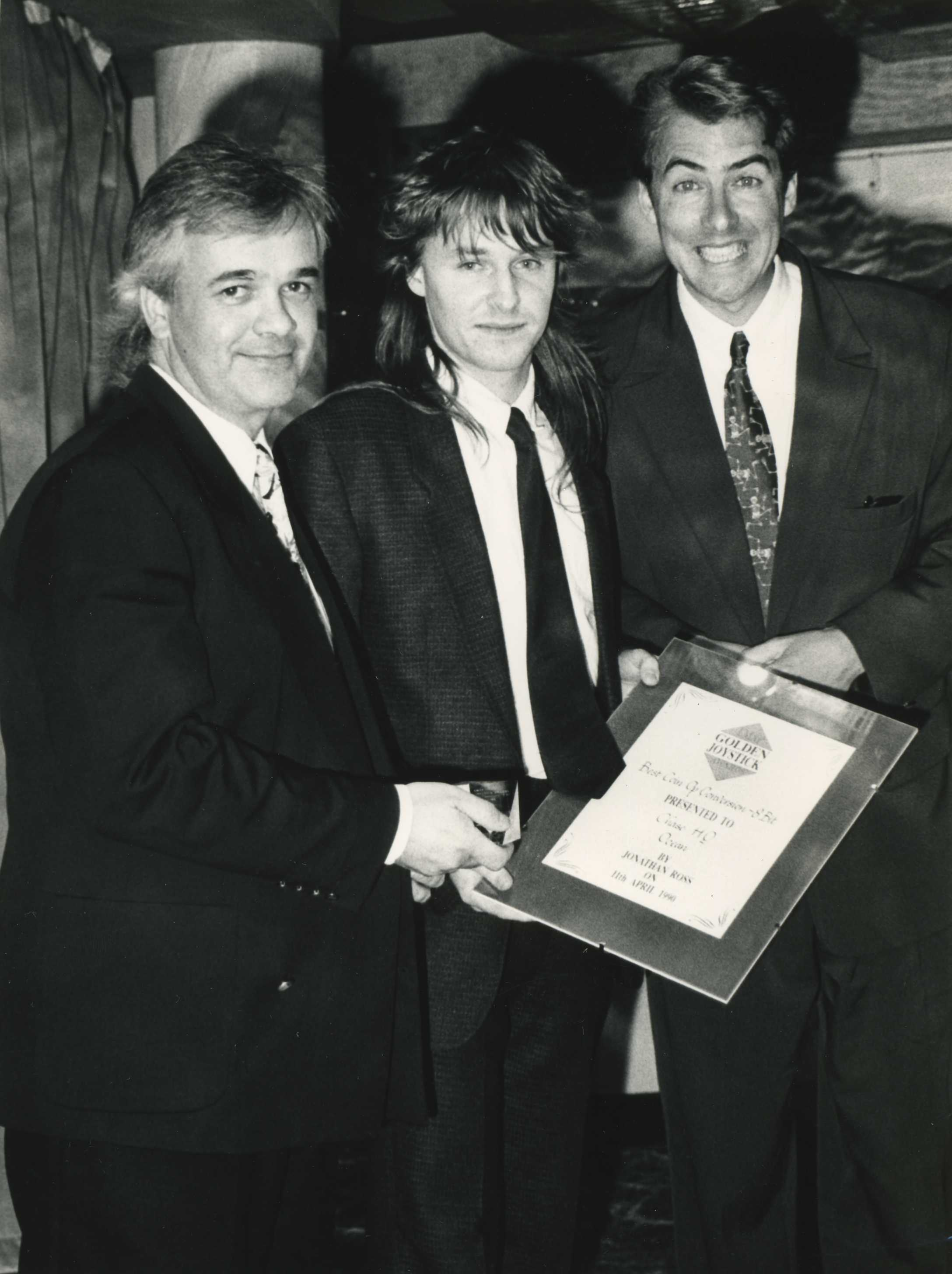
1989/1990: تلقى بول باترسون من Ocean Software من جوناثان روس وجوليان ريجنال جائزة «أفضل تحويل للعملات في العام» (8 بت)

أقيم الحفل في Kensington Roof Gardens، في 11 أبريل 1990.
| الجائزة                                 | الفائز (8 بت)                                          | الفائز (16 بت)  |
| --------------------------------------- | ------------------------------------------------------ | --------------- |
| لعبة العام                              | الغير ملموس                                            | انطلاق          |
| أفضل رسومات العام                       | أسطورة                                                 | ظل الوحش        |
| أفضل موسيقى تصويرية للعام               | تشيس HQ                                                | حروب المستقبل   |
| أفضل لعبة محاكاة للعام                  | قيادة الناقل                                           | فصيلة دبابات M1 |
| أفضل كوين-أب التحويل من السنة           | تشيس HQ                                                | هارد درايفين    |
| أفضل منتج ترفيهي لأجهزة الكمبيوتر للعام | إنديانا جونز والحملة الصليبية الأخيرة: مغامرة الجرافيك |                 |
| اللعبة الأكثر أصالة لهذا العام          | كثيفة السكان                                           |                 |
| دار البرمجيات لهذا العام                | برامج المحيط                                           |                 |

### 1990/1991
أقيم الحفل في Kensington Roof Gardens في 4 أبريل 1991.
| الجائزة                         | الفائز (8 بت)      | الفائز (16 بت)      |
| ------------------------------- | ------------------ | ------------------- |
| لعبة العام                      | ريك خطير 2         | ركلة البداية 2      |
| أفضل رسومات العام               | مقاومة منتصف الليل | ظل الوحش 2          |
| أفضل موسيقى تصويرية للعام       | روبوكوب 2          | كرة السرعة 2        |
| أفضل لعبة محاكاة للعام          | F19 الشبح المقاتلة | F19 الشبح المقاتلة  |
| أفضل كوين-أب التحويل من السنة   | جزر قوس قزح        | الفأس الذهبي        |
| أفضل تحويل وحدة تحكم لهذا العام | ميجا مان           | جون مادن لكرة القدم |
| أفضل لعبة كمبيوتر للعام         | قطب السكة الحديد   |                     |
| الشركة المصنعة للأجهزة للعام    | سيجا               |                     |
| دار البرمجيات لهذا العام        | برامج المحيط       |                     |

### 1991/1992
أقيم الحفل في فندق هايد بارك، لندن، في 7 أبريل 1992.
| الجائزة                  | الفائز                        | مطور            |
| ------------------------ | ----------------------------- | --------------- |
| لعبة العام بشكل عام      | سونيك القنفذ                  | فريق سونيك      |
| لعبة 16 بت للعام         | Heimdall                      | التصميم الأساسي |
| أفضل تحويل عملة          | توكي                          | صبي             |
| أفضل محاكاة              | جيمي وايت 'Whirlwind' Snooker | عذراء           |
| أفضل رسومات              | Heimdall                      | التصميم الأساسي |
| أفضل موسيقى تصويرية      | سر جزيرة القرد                | الذهب الأمريكي  |
| مبرمج العام              | آرتشر ماكلين                  |                 |
| دار البرمجيات لهذا العام | الفنون الإلكترونية            |                 |

### 1992/1993
| الجائزة           | الفائز        |
| ----------------- | ------------- |
| لعبة العام        | ستريت فايتر 2 |
| لعبة القتال للعام | كومبات بشري   |

### 1996/1997
أقيم الاحتفال في Café de Paris، في نوفمبر 1997.
| الجائزة                        | الفائز                  |
| ------------------------------ | ----------------------- |
| لعبة العام                     | سوبر ماريو 64           |
| أفضل لعبة بلاي ستيشن بلس       | مصاص الدماء             |
| مجلة سيجا ساتورن أفضل لعبة زحل | المقاتلون Megamix       |
| مجلة نينتندو أفضل لعبة N64     | سوبر ماريو 64           |
| أفضل لعبة كمبيوتر شخصي CVG     | زلزال                   |
| أفضل لعبة المظهر               | سوبر ماريو 64           |
| أفضل لعبة رنان                 | مسح 2097                |
| معظم اللعبة الأصلية            | بارابا مغني الراب       |
| أفضل إعلان                     | تيكين 2                 |
| مغرفة العام                    | العيون الذهبية 007      |
| شخصية اللعبة المفضلة           | لارا كروفت (تومب رايدر) |
| أفضل فريق تطوير                | نادر                    |
| أفضل دار برمجيات               | سوني                    |
| أفضل الصفحات المظهر            | مجلة سيجا ساتورن تعرض   |
| أفضل كاتب مراجعة               | إد لوماس، CVG           |

### 2002
أقيم حفل عام 2002 في فندق دورشيستر في 25 أكتوبر 2002 واستضافه جوناثان روس.
| الجائزة                           | الفائز                                     | الوصيف |
| --------------------------------- | ------------------------------------------ | --- |
| لعبة العام                        | جراند ثفت أوتو 3 (روكستار جيمز)            | هيلو: كومبات إفولفد (إكس بوكس غيم ستوديوز)، ميدالية الشرف: Allied Assault (ألعاب EA)                         |
| أفضل لعبة على الإنترنت لهذا العام | كاونتر سترايك (ألعاب Vivendi العالمية)     | ميدالية الشرف: Allied Assault (إلكترونيك آرتس)، وور كرافت 3 : عهد الفوضى (فيفندي غيمز)                       |
| أفضل لعبة كمبيوتر للعام           | ميدالية الشرف: Allied Assault (ألعاب EA)   | جراند ثفت أوتو 3 (ألعاب Rockstar)، وور كرافت 3 : عهد الفوضى (ألعاب Vivendi Universal)                        |
| أفضل استخدام لترخيص فيلم          | الشيء (ألعاب Vivendi العالمية)             | Spider-Man (أكتيفجن)، مجموع كل المخاوف (يوبي سوفت)                                                           |
| أفضل لعبة رياضية للعام            | برو إيفوليوشن سوكر (لعبة فيديو) (كونامي)   | مدير البطولة (سكوير إنكس يورب)، فيفا كرة القدم 2002 (إي أيه سبورتس)                                          |
| لعبة ابتكار العام                 | جراند ثفت أوتو 3 (ألعاب Rockstar)          | ماكس باين (تيك-تو إنترأكتيف)، هبوط D-Day في ميدل أوف أونر: ألايد أسولت (إلكترونيك آرتس)                      |
| أجهزة العام                       | مايكروسوفت اكس بوكس                        | معالج AMD Athlon XP، نينتندو غيم كيوب                                                                        |
| المطور البريطاني للعام            | روكستار نورث                               | الفنون الإلكترونية                                                                                           |
| ناشر نادر لهذا العام              | الفنون الإلكترونية                         | أكتيفجن / لوكاس آرتز، إكس بوكس غيم ستوديوز                                                                   |
| بائع التجزئة للعام                | Gameplay.com                               | GAME، أمازون (شركة)                                                                                          |
| لعبة المطلوبين لعيد الميلاد       | جراند ثفت أوتو: فايس سيتي (ألعاب Rockstar) | توم كلانسي سبلينتر سيل (لعبة فيديو) (يوبي سوفت)، سوبر ماريو سانشاين (نينتندو)                                |
| أفضل لعبة إكس بوكس لهذا العام     | هيلو: كومبات إفولفد (إكس بوكس غيم ستوديوز) | ديد أور ألايف 3 (تيكمو)، ماكس باين (تيك-تو إنترأكتيف)                                                        |
| نينتندو غيم كيوب لعبة العام       | ريزدنت إيفل (لعبة فيديو 2002) (كابكوم)     | Star Wars Rogue Squadron II: Rogue Leader (أكتيفجن / لوكاس آرتز)، سوبر سماش برذرز ميلي ميلي (نينتندو أوروبا) |
| أفضل لعبة محمولة للعام            | جولدن صن (نينتندو)                         | ماريو كارت: سوبر سيركيت (نينتندو)، سوبر ماريو وورلد: سوبر ماريو أدفانس 2 (نينتندو أوروبا)                    |
| لعبة بلاي ستيشن 2 للعام           | جراند ثفت أوتو 3 (ألعاب Rockstar)          | فاينل فانتازي 10 (سوني إنتراكتيف إنترتينمنت)، ميتال جير سوليد 2: أبناء الحرية (كونامي)                       |

### 2003
أقيم حفل تسليم الجوائز لعام 2003 في فندق Park Lane Hilton في 28 نوفمبر 2003 واستضافه Phill Jupitus.
| الجائزة                           | الفائز                                                      | الوصيف                                                                                                  |
| --------------------------------- | ----------------------------------------------------------- | --- |
| لعبة بلاي ستيشن 2 للعام           | جراند ثيفت أوتو: فايس سيتي (روك ستار)                       | لعبة EyeToy: العب (سوني إنتراكتيف إنترتينمنت)، برو إيفوليوشن سوكر 2 (كونامي)                            |
| نينتندو غيم كيوب لعبة العام       | أسطورة زيلدا: ذا ويند ويكر (نينتندو)                        | ميترويد برايم (نينتندو)، ريزدنت إيفل زيرو (كابكوم)                                                      |
| أفضل لعبة محمولة للعام            | أدفانس وورز 2: بلاك هول رايزينج (نينتندو)                   | بوكيمون روبي وسافير (نينتندو)، أسطورة زيلدا: رابط إلى الماضي (نينتندو)                                  |
| أفضل لعبة إكس بوكس لهذا العام     | حرب النجوم: فرسان الجمهورية القديمة (أكتيفيجن / لوكاس آرتس) | Soul Calibur II (إلكترونيك آرتس) وتوم كلانسي سبلينتر سيل (لعبة فيديو) (يوبي سوفت)                       |
| أفضل لعبة كمبيوتر للعام           | مدير البطولة 4 (إيدوس)                                      | جراند ثفت أوتو: فايس سيتي (روكستار جيمز)، باتل فيلد 1942 (إلكترونيك آرتس)                               |
| أفضل لعبة على الإنترنت لهذا العام | باتل فيلد 1942 (الفنون الإلكترونية)                         | فانتاسي ستار أونلاين (سيجا)، بطولة غير حقيقية (أتاري)                                                   |
| فيلم التكيف للسنة                 | سيد الخواتم: البرجان (الفنون الإلكترونية)                   | أدخل المصفوفة (أتاري) وهاري بوتر وحجر الفيلسوف (الفنون الإلكترونية)                                     |
| جائزة أفضل بريطاني                | مدير البطولة 4 (إيدوس)                                      | الصراع: عاصفة الصحراء 2 (SCi)، الجمهورية: الثورة (سكوير إنكس يورب)                                      |
| ناشر العام                        | نينتندو                                                     | الفنون الإلكترونية، ألعاب Rockstar                                                                      |
| بائع التجزئة للعام                | لعبه                                                        | أمازون (شركة)، Gameplay.com                                                                             |
| أجهزة العام                       | نينتندو جيم بوي ادفانس SP                                   | SCEE EyeToy، إكس بوكس لايف                                                                              |
| لعبة البطل المجهولة للعام         | Viewtiful Joe (كابكوم)                                      | لا أحد يعيش إلى الأبد 2: جاسوس في طريق هارم (مونولث برودكشنز)، كتيبة فولاذية (كابكوم)                   |
| شخصية العام في صناعة المشاهير     | شيجيرو مياموتو (نينتندو)                                    | |
| جائزة المحرر: لعبة العام          | برو إيفوليوشن سوكر 3 (كونامي)                               | كول أوف ديوتي (أكتيفجن)، ذا ليجند أوف زيلدا: ذا ويند وايكر (نينتندو)                                    |
| لعبة المطلوبين لعيد الميلاد       | ماريو كارت: Double Dash! ! (نينتندو)                        | برو إيفوليوشن سوكر 3 (كونامي)، دبليو دبليو إي سماك داون! هير كامز ذا باين هنا يأتي الألم (تي إتش كيو)   |
| اللعبة الأكثر توقعًا لعام 2004     | نصف العمر 2 (صمام)                                          | دوم 3 (أكتيفجن)، هيلو 2 (إكس بوكس غيم ستوديوز)                                                          |
| أفضل لعبة لهذا العام              | جراند ثيفت أوتو: فايس سيتي (روك ستار)                       | ذا ليجند أوف زيلدا: ذا ويند وايكر (نينتندو)، حرب النجوم: فرسان الجمهورية القديمة (أكتيفجن / لوكاس آرتز) |

### 2004
أقيم حفل تسليم الجوائز لعام 2004 في بارك لين هيلتون في 5 نوفمبر 2004 واستضافه مات لوكاس.
| الجائزة                                   | الفائز                                                        | الوصيف |
| ----------------------------------------- | ------------------------------------------------------------- | --- |
| لعبة بلاي ستيشن 2 للعام                   | الإرهاق 3: إنهاء الخدمة (الفنون الإلكترونية)                  | برو إيفوليوشن سوكر 3 (كونامي)، سبايدر مان 2 (أكتيفيجن)                                                       |
| نينتندو غيم كيوب لعبة العام               | ماريو كارت: Double Dash! ! (نينتندو)                          | ميتال جير سوليد: ذا توين سنيك (كونامي)، فاينل فانتسي كريستال كرونيكلز (نينتندو)                              |
| أفضل لعبة محمولة للعام                    | سونيك ادفانس 3 (تي إتش كيو)                                   | ميترويد زيرو ميشن (نينتندو)، ماريو ولويجي: سوبر ستار ساغا (نينتندو)                                          |
| أفضل لعبة إكس بوكس لهذا العام             | فابل (مايكروسوفت)                                             | توم كلانسي سبلينتر سيل: باندورا تومورو (يوبي سوفت)، جراند ثفت أوتو 3 (روكستار جيمز)                          |
| أفضل لعبة كمبيوتر للعام                   | دوم 3 (أكتيفيجن)                                              | X2: The Threat (ديب سيلفر)، الصرخة البعيدة (لعبة فيديو) (يوبي سوفت)                                          |
| أفضل لعبة على الإنترنت لهذا العام         | ساحة المعركة فيتنام (الفنون الإلكترونية)                      | الإرهاق 3: الإزالة (الفنون الإلكترونية)، كاونتر سترايك: الحالة صفر (صمام)                                    |
| ناشر العام                                | الفنون الإلكترونية                                            | تي إتش كيو، يوبيسوفت                                                                                         |
| بائع التجزئة للعام                        | أمازون (شركة)                                                 | GAME، Play.com                                                                                               |
| أجهزة العام                               | نينتندو GBA SP                                                | Creative Labs Gigaworks S750، محول GBA اللاسلكي                                                              |
| لعبة البطل المجهول للعام (جائزة المحررين) | The Chronicles of Riddick: Escape from Butcher Bay (ألعاب VU) | المعاناة (ميدواي)، مهروس (إمبراطورية تفاعلية)                                                                |
| لعبة العام (جائزة المحررين)               | برو إيفوليوشن سوكر 4 (كونامي)                                 | ذا ليجند أوف زيلدا: آه لينك تو ذا باست أند فور سوردز (نينتندو)، العمليات المشتركة: Typhoon Rising (نوفالوجك) |
| قاعة الشهرة - شخصية العام في الصناعة      | وارن سبيكتور (أيون ستورم)                                     | |
| لعبة المطلوبين لعيد الميلاد               | جراند ثيفت أوتو: سان أندرياس (ألعاب روك ستار)                 | نصف العمر 2 (صمام)، هالو 2 (مايكروسوفت)                                                                      |
| لعبة المطلوبين لعام 2005                  | ذا ليجند أوف زيلدا: توايلايت برينسس (نينتندو)                 | ميتال جير سوليد: ثعبان آكل (كونامي)، ريزدنت إيفل 4 (كابكوم)                                                  |
| أفضل لعبة لهذا العام                      | دوم 3 (أكتيفيجن)                                              | فابل (مايكروسوفت)، برو إيفوليوشن سوكر 4 (كونامي)                                                             |
| Ultimate Gaming Hero                      | سونيك القنفذ (سيجا)                                           | ماستر شيف (هيلو) (هيلو 2، إكس بوكس غيم ستوديوز) ؛ لارا كروفت (تومب رايدر، إيدوس)                             |

### 2005
أقيم حفل تسليم الجوائز لعام 2005 في بارك لين هيلتون في 4 نوفمبر 2005 واستضافه جيمي كار.
| الجائزة                                | الفائز                                                                   |
| -------------------------------------- | ------------------------------------------------------------------------ |
| أفضل لعبة بلاي ستيشن 2 للعام           | جراند ثيفت أوتو: سان أندرياس (ألعاب روك ستار)                            |
| نينتندو غيم كيوب لعبة العام            | الشر المقيم 4 (كابكوم)                                                   |
| أفضل لعبة إكس بوكس لهذا العام          | هالو 2 (مايكروسوفت)                                                      |
| أفضل لعبة كمبيوتر للعام                | نصف العمر 2 (صمام)                                                       |
| أفضل لعبة محمولة للعام                 | سوبر ماريو 64 دي أس (نينتندو)                                            |
| أفضل لعبة مستوحاة من الأفلام لعام 2005 | الشر المقيم 4 (كابكوم)                                                   |
| أفضل موسيقى تصويرية للعبة لعام 2005    | جراند ثيفت أوتو: سان أندرياس (ألعاب روك ستار)                            |
| أفضل لعبة على الإنترنت لهذا العام      | وورلد أوف ووركرافت (بليزارد)                                             |
| ناشر العام                             | نينتندو                                                                  |
| بائع التجزئة للعام                     | Play.com                                                                 |
| ابتكار الألعاب للعام                   | بلاي ستيشن بورتبل                                                        |
| واحد لمشاهدة عيد الميلاد               | ذا ليجند أوف زيلدا: توايلايت برينسس (نينتندو)                            |
| واحد للمشاهدة لعام 2006                | الشر المقيم 5 (كابكوم)                                                   |
| بطل 2005                               | كارل جونسون (جراند ثفت أوتو) (جراند ثفت أوتو: سان أندرياس، روكستار جيمز) |
| شرير 2005                              | الضابط تينبيني (جراند ثفت أوتو: سان أندرياس، روكستار جيمز)               |
| اختيار الفتاة لعام 2005                | السيمز 2 (الفنون الإلكترونية)                                            |
| لعبة المحرر للعام                      | الشر المقيم 4 (كابكوم)                                                   |
| المجهول بطل العام                      | فهرنهايت (كوانتيك دريم)                                                  |
| أفضل لعبة لهذا العام                   | جراند ثيفت أوتو: سان أندرياس (ألعاب روك ستار)                            |
| موسيقى العام                           | سونيك راش (سيجا)                                                         |

### 2006
أقيم حفل تسليم الجوائز لعام 2006 في فندق Park Lane Hilton في 27 أكتوبر 2006 واستضافته إيما ويليس (مقدمة تلفزيونية).
| الجائزة                                  | الفائز                                                   |
| ---------------------------------------- | -------------------------------------------------------- |
| أفضل لعبة لهذا العام                     | مخطوطات The Elder IV: النسيان (بيثيسدا سوفت ووركس)       |
| أفضل لعبة كمبيوتر للعام                  | مخطوطات The Elder IV: النسيان (بيثيسدا سوفت ووركس)       |
| أفضل لعبة بلاي ستيشن للعام               | الشر المقيم 4 (كابكوم)                                   |
| أفضل لعبة إكس بوكس لهذا العام            | مخطوطات The Elder IV: النسيان (بيثيسدا سوفت ووركس)       |
| لعبة نينتندو للعام                       | نيو سوبر ماريو بروس (نينتندو)                            |
| أفضل لعبة محمولة على الإنترنت لهذا العام | جراند ثفت أوتو: ليبرتي سيتي ستوريز (روكستار جيمز)        |
| أفضل لعبة على الإنترنت لهذا العام        | أيج أوف إمبايرز 3 (إنسمبل ستوديوز)                       |
| جائزة All Nighter                        | برو إفليوشن سوكر 5 (كونامي)                              |
| الشخص الذي يجب مشاهدته 2007              | بلاي ستيشن 3 (سوني)                                      |
| جائزة اختيار المحرر                      | Tom Clancy's Ghost Recon Advanced Warfighter (يوبي سوفت) |
| ناشر العام                               | الفنون الإلكترونية                                       |
| بائع التجزئة للعام                       | لعبه                                                     |
| موسيقى العام                             | نيد فور سبيد: كربون (فنون إلكترونية)                     |
| جائزة الابتكار                           | سوق Xbox Live (إكس بوكس غيم ستوديوز)                     |
| أفضل لعبة عائلية للعام                   | نينتندوجز (نينتندو)                                      |
| جائزة الشخصية المفضلة                    | لارا كروفت (تومب رايدر، إديوس)                           |
| جائزة اختيار الفتيات                     | نينتندوجز (نينتندو)                                      |

### 2007
أقيم حفل تسليم الجوائز لعام 2007 في بارك لين هيلتون في 26 أكتوبر 2007 واستضافه ديفيد ميتشل.
| الجائزة                           | الفائز                                                      |
| --------------------------------- | ----------------------------------------------------------- |
| أفضل لعبة لهذا العام              | غيرز أوف وور (سلسلة) (إيبك غيمز)                            |
| أفضل لعبة إكس بوكس لهذا العام     | غيرز أوف وور (سلسلة) (إيبك غيمز)                            |
| أفضل لعبة كمبيوتر للعام           | سيد الخواتم على الإنترنت: ظلال أنجمار (ميدواي)              |
| لعبة بلاي ستيشن لعام 2007         | إله الحرب 2 (إس سي إي سانتا مونيكا ستوديو)                  |
| لعبة نينتندو للعام                | ذا ليجند أوف زيلدا: توايلايت برينسس (نينتندو)               |
| جائزة اختيار المحرر               | غيرز أوف وور (سلسلة) (إيبك غيمز)                            |
| ناشر العام                        | نينتندو                                                     |
| بائع التجزئة للعام                | لعبه                                                        |
| الشخص الذي يجب مشاهدته            | أساسنز كريد (يوبيسوفت)                                      |
| مطور المملكة المتحدة للعام        | كود ماسترز                                                  |
| أفضل لعبة على الإنترنت لهذا العام | World of Warcraft: The Burning Crusade (بليزارد إنترتينمنت) |
| كل الليل                          | غيرز أوف وور (سلسلة) (إيبك غيمز)                            |
| موسيقى العام                      | جيتار هيرو 2 (أنظمة موسيقى هارمونيكس)                       |
| ابتكار العام                      | نينتندو وي                                                  |
| لعبة الجوال للعام                 | فاينل فانتسي                                                |
| أفضل لعبة محمولة للعام            | جراند ثفت أوتو: فايس سيتي ستوريز (روكستار جيمز)             |
| لعبة الأسرة لعام 2007             | وي سبورتس (نينتندو)                                         |
| لعبة اختيار الفتيات لعام 2007     | جيتار هيرو 2 (أنظمة موسيقى هارمونيكس)                       |

### 2008
أقيم حفل عام 2008 في فندق Park Lane Hilton في 31 أكتوبر 2008 واستضافه Frankie Boyle.
| الجائزة                                                 | الفائز                                        |
| ------------------------------------------------------- | --------------------------------------------- |
| جائزة Nuts All-Nighter                                  | كول أوف ديوتي 4: مودرن وورفير (أكتيفيجن)      |
| أفضل لعبة محمولة للعام                                  | أسطورة زيلدا: فانتوم الساعة الرملية (نينتندو) |
| لعبة الجوال للعام                                       | مرصع بالجواهر 2 (ألعاب PopCap)                |
| لعبة الجوال الملعب 2008                                 | حارس المكتشفون (توبياس رو)                    |
| لعبة نينتندو للعام                                      | سوبر سماش بروز: شجار (نينتندو)                |
| أفضل لعبة كمبيوتر للعام                                 | كول أوف ديوتي 4: مودرن وورفير (أكتيفيجن)      |
| بائع التجزئة للعام                                      | Play.com                                      |
| مجلة بلاي ستيشن الرسمية أفضل لعبة بلاي ستيشن لهذا العام | ميتال جير سوليد 4: بنادق باتريوت (كونامي)     |
| موسيقى العام                                            | جراند ثفت أوتو 4 (روكستار جيمز)               |
| أفضل لعبة إكس بوكس لهذا العام                           | جراند ثفت أوتو 4 (روكستار جيمز)               |
| جائزة المطلوبين                                         | تداعيات 3 (بيثيسدا)                           |
| أفضل لعبة على الإنترنت لهذا العام                       | كول أوف ديوتي 4: مودرن وورفير (أكتيفيجن)      |
| مطور المملكة المتحدة للعام                              | روكستار نورث                                  |
| جائزة جراند ماستر فلاش                                  | الجنون Stickman                               |
| واحد لمشاهدة                                            | كول أوف ديوتي: ورلد آت وور (أكتيفيجن)         |
| ناشر العام في المملكة المتحدة                           | أكتيفيجن بليزارد                              |
| أفضل لعبة لهذا العام                                    | كول أوف ديوتي 4: مودرن وورفير (أكتيفيجن)      |

### 2009
أقيم حفل تسليم الجوائز لعام 2009 في فندق Park Lane Hilton في 30 أكتوبر 2009 واستضافه Sean Lock.
| الجائزة                         | الفائز                                                  |
| ------------------------------- | ------------------------------------------------------- |
| العائلة لعبة السنة              | LittleBigPlanet (سوني)                                  |
| لعبة المحمولة العام             | سرقة السيارات الكبرى: الحي الصيني الحروب (روكستار جيمز) |
| "متجر التجزئة للعام"            | لعبة                                                    |
| لعبة الجوال العام               | Metal Gear Solid Touch (كونامي)                         |
| نينتندو لعبة السنة              | نداء الواجب: الحرب في العالم (أكتيفجن)                  |
| متعددة لعبة السنة               | نداء الواجب: الحرب في العالم (أكتيفجن)                  |
| الموسيقى التصويرية من عام       | Guitar Hero World Tour (أكتيفجن)                        |
| أجهزة إكس بوكس لعبة السنة       | جيرز أوف وور 2 (إيبك غيمز)                              |
| لعبة PC من السنة                | سقوط 3 (بيثيسدا سوفت ووركس)                             |
| المملكة المتحدة المطور من السنة | جاغيكس                                                  |
| بلاي ستيشن لعبة السنة           | كيل زون 2 (سوني)                                        |
| ناشر السنة                      | أكتيفيجن بليزارد                                        |
| لعبة على الانترنت من السنة      | لفت 4 ديد (صمام)                                        |
| مختصرة واحد لمشاهدة             | نداء الواجب: الحرب الحديثة 2 (أكتيفجن)                  |
| في نهاية المطاف لعبة السنة      | سقوط 3 (بيثيسدا سوفت ووركس)                             |

### 2010
أقيم حفل تسليم الجوائز لعام 2010 في بريدج بارك بلازا في 29 أكتوبر 2010 واستضافه ريتش هول.
| الجائزة                                        | الفائز                                              |
| ---------------------------------------------- | --------------------------------------------------- |
| لعبة الحركة / المغامرة للعام بالاشتراك مع Nuts | أساسنز كريد 2 (يوبيسوفت)                            |
| تحميل لعبة العام                               | بلانتس فيرسيز زومبيز الاموات الاحياء (ألعاب PopCap) |
| لعبة القتال للعام                              | ستريت فايتر 4 (كابكوم)                              |
| لعبة الموسيقى للعام                            | جيتار هيرو 5 (اكتيفيجن)                             |
| الشخص الذي يجب مشاهدته                         | كول أوف ديوتي: بلاك أوبس (أكتيفجن)                  |
| أفضل لعبة على الإنترنت لهذا العام              | ليج أوف ليجندز (ألعاب الشغب)                        |
| لعبة العام المحمولة                            | بوكيمون هارت جولد / سول سيلفر (نينتندو)             |
| لعبة اللغز لهذا العام                          | عالم جوو (فتى ثنائي الأبعاد)                        |
| لعبة سباق العام                                | فورزا موتورسبورت 3 (مايكروسوفت)                     |
| آر بي جي للسنة                                 | ماس إفيكت 2 (الفنون الإلكترونية)                    |
| مطلق النار لهذا العام                          | كول أوف ديوتي: مودرن وورفير 2 (أكتيفجن)             |
| موسيقى العام                                   | فاينل فانتسي XIII (سكوير انيكس)                     |
| أفضل لعبة رياضية للعام                         | فيفا 10 (الفنون الإلكترونية)                        |
| لعبة الإستراتيجية للعام                        | بلانتس فيرسيز زومبيز الاموات الاحياء (ألعاب PopCap) |
| مطور المملكة المتحدة للعام                     | جاجيكس                                              |
| أفضل لعبة لهذا العام                           | ماس إفيكت 2 (الفنون الإلكترونية)                    |

### 2011
أقيم حفل تسليم الجوائز لعام 2011 في Bridge Park Plaza في 21 أكتوبر 2011 واستضافه Seann Walsh.
| الجائزة                           | الفائز                                          |
| --------------------------------- | ----------------------------------------------- |
| مطلق النار لهذا العام             | كول أوف ديوتي: بلاك أوبس (أكتيفجن)              |
| لعبة الحركة / المغامرة لهذا العام | أساسنز كريد: برذرهود (يوبيسوفت)                 |
| تحميل لعبة العام                  | ماين كرافت (موجانغ)                             |
| لعبة القتال للعام                 | مورتال كومبات (وارنر برذرز إنترآكتيف إنترتيمنت) |
| مجانية للعب لعبة العام            | ليج أوف ليجندز (ألعاب الشغب)                    |
| لعبة الموسيقى للعام               | جيتار هيرو: ووريورز أوف روك (أكتيفيجن)          |
| الشخص الذي يجب مشاهدته            | ذا إيلدر سكرولز 5: سكايرم (بيثيسدا سوفت ووركس)  |
| أفضل لعبة على الإنترنت لهذا العام | وورلد أوف ووركرافت (بليزارد إنترتينمنت)         |
| لعبة الجوال للعام                 | Angry Birds Rio (روفيو إنترتينمنت)              |
| لعبة سباق العام                   | جران توريزمو 5 (سوني)                           |
| آر بي جي للسنة                    | تداعيات: نيو فيغاس (سبج إنترتينمنت)             |
| أفضل لعبة رياضية للعام            | فيفا 11 (الفنون الإلكترونية)                    |
| أفضل لعبة MMO                     | وورلد أوف ووركرافت (بليزارد)                    |
| لعبة الإستراتيجية للعام           | ستار كرافت 2: أجنحة الحرية (بليزارد)            |
| ابتكار العام                      | نينتندو 3 دي إس                                 |
| مساهمة بارزة                      | سونيك القنفذ (سيجا)                             |
| أفضل لعبة لهذا العام              | البوابة 2 (صمام)                                |

### 2012
أقيم حفل تسليم الجوائز لعام 2012 في Bridge Park Plaza في 26 أكتوبر 2012 واستضافه إد بيرن (ممثل).
| الجائزة                           | الفائز                                                         |
| --------------------------------- | -------------------------------------------------------------- |
| مطلق النار لهذا العام             | باتلفيلد 3 (الفنون الإلكترونية)                                |
| لعبة الحركة / المغامرة لهذا العام | باتمان: Arkham City (وارنر برذرز إنترآكتيف إنترتيمنت)          |
| تحميل لعبة العام                  | ماين كرافت (موجانغ)                                            |
| لعبة القتال للعام                 | إصدار Mortal Kombat Komplete (وارنر برذرز إنترآكتيف إنترتيمنت) |
| مجانية للعب لعبة العام            | سليندر: ثماني صفحات (سليندر (لعبة فيديو))                      |
| أفضل لعبة محمولة للعام            | أنشارتد: الهاوية الذهبية (سوني)                                |
| أفضل لحظة لعب                     | ذا إيلدر سكرولز 5: سكايرم (بيثيسدا سوفت ووركس)                 |
| DLC للعام                         | مبادرة الاختبار الدائم للبوابة 2 (صمام)                        |
| واحد لمشاهدة                      | جراند ثفت أوتو 5 (روكستار جيمز)                                |
| لعبة MMO لهذا العام               | عالم الدبابات (ألعاب الحرب)                                    |
| لعبة الجوال للعام                 | أنجري بيردز سبيس (روفيو انترتينمنت)                            |
| لعبة سباق العام                   | فورزا موتورسبورت 4 (مايكروسوفت)                                |
| آر بي جي للسنة                    | ذا إيلدر سكرولز 5: سكايرم (بيثيسدا سوفت ووركس)                 |
| أفضل لعبة رياضية للعام            | فيفا 12 (الفنون الإلكترونية)                                   |
| لعبة الإستراتيجية للعام           | الحضارة الخامسة: الآلهة والملوك (تو كي جيمز)                   |
| أفضل لعبة لهذا العام              | ذا إيلدر سكرولز 5: سكايرم (بيثيسدا سوفت ووركس)                 |
| اليوتيوب                          | The Yogscast                                                   |
| مساهمة بارزة                      | الفيفا (الفنون الإلكترونية)                                    |

### 2013
أقيم حفل تسليم الجوائز لعام 2013 في indigO2 في 25 أكتوبر 2013 واستضافه إد بيرن (ممثل).
| الجائزة                        | الفائز                                     |
| ------------------------------ | ------------------------------------------ |
| أفضل وافد                      | ذا لاست أوف أس (سوني)                      |
| الاكثر طلبا                    | ذا ويتشر 3: وايلد هانت (سي دي بروجكت)      |
| أفضل لعبة مستقلة               | علامة النينجا (كلي إنترتنمنت)              |
| أفضل تصميم مرئي                | بايوشوك إنفنت (تو كي جيمز)                 |
| أفضل لعبة متعددة اللاعبين      | يوم الدفع 2 (Starbreeze Studios)           |
| أفضل لحظة لعب                  | لعبة Far Cry 3: "تعريف الجنون" (يوبي سوفت) |
| استوديو العام                  | نوتي دوج                                   |
| ابتكار العام                   | كوة الصدع                                  |
| أفضل رواية                     | ذا لاست أوف أس (سوني)                      |
| أفضل لعبة على الإنترنت         | عالم الدبابات (ألعاب الحرب)                |
| أفضل لعبة محمولة               | أساسنز كريد 3: ليبريشن (يوبيسوفت)          |
| جائزة YouTube Gamer            | The Yogscast                               |
| أفضل منصة ألعاب                | البخار                                     |
| أفضل لعبة موبايل / تابلت للعام | إكس كوم: العدو المجهول (تو كي جيمز)        |
| لعبة العام                     | جراند ثفت أوتو 5 (روكستار جيمز)            |
| صالة الشهرة                    | كول أوف ديوتي (أكتيفيجن)                   |
| إنجازات مدى الحياة             | كين ليفين                                  |

### 2014
أقيم حفل تسليم الجوائز لعام 2014 في indigO2 في 24 أكتوبر 2014 واستضافه إد بيرن (ممثل).
| الجائزة                     | الفائز                                                   |
| --------------------------- | -------------------------------------------------------- |
| أفضل لعبة أصلية             | داي زي (بوهيميا التفاعلية)                               |
| أفضل لعبة على الإنترنت      | هيرث ستون هيروس أوف ووركرافت (بليزارد إنترتينمنت)        |
| أفضل رواية                  | ذا لاست أوف أس: ليفت بيهايند (سوني)                      |
| أفضل تصميم مرئي             | أساسنز كريد 4: بلاك فلاغ (يوبي سوفت)                     |
| أفضل صوت                    | أساسنز كريد 4: بلاك فلاغ (يوبي سوفت)                     |
| Playfire اللعبة الأكثر لعبًا | روست (استوديوهات Facepunch)                              |
| أفضل لعبة متعددة اللاعبين   | باتلفيلد 4 (الفنون الإلكترونية)                          |
| أفضل لعبة مستقلة            | داي زي (بوهيميا التفاعلية)                               |
| ابتكار العام                | أوكيلوس ريفت DK2                                         |
| أفضل لحظة لعب               | ذا لاست أوف أس: ليفت بيهايند (سوني إنتراكتيف إنترتينمنت) |
| أفضل لعبة محمولة للعام      | بوكيمون إكس أند واي (نينتندو)                            |
| أفضل لعبة موبايل            | هيرث ستون هيروس أوف ووركرافت (بليزارد إنترتينمنت)        |
| الاكثر طلبا                 | ذا ويتشر 3: وايلد هانت (سي دي بروجكت)                    |
| شخصية الألعاب               | بيو دي باي                                               |
| استوديو العام               | يوبيسوفت مونتريال                                        |
| أفضل منصة ألعاب             | البخار                                                   |
| إنجازات مدى الحياة          | هيديو كوجيما                                             |
| لعبة العام                  | دارك سولز 2 (بانداي نامكو)                               |

### 2015
أقيم حفل تسليم الجوائز لعام 2015 في indigO2 في 30 أكتوبر 2015 واستضافه داني والاس.
| الجائزة                       | الفائز                                               |
| ----------------------------- | ---------------------------------------------------- |
| أفضل لعبة أصلية               | بلود بورن (سوني إنتراكتيف إنترتينمنت)                |
| أفضل رواية                    | ذا ويتشر 3: وايلد هانت (سي دي بروجكت)                |
| أفضل تصميم مرئي               | ذا ويتشر 3: وايلد هانت (سي دي بروجكت)                |
| أفضل صوت                      | أوري والغابة العمياء (استوديوهات مايكروسوفت)         |
| أفضل لعبة متعددة اللاعبين     | جراند ثفت أوتو أونلاين (روكستار جيمز)                |
| أفضل لعبة مستقلة              | برنامج Kerbal Space (فرقة)                           |
| لعبة عائلية                   | سبلاتون (نينتندو)                                    |
| جائزة Playfire الأكثر لعبًا    | جراند ثفت أوتو 5 (ألعاب Rockstar)                    |
| أفضل لحظة لعب                 | ويتشر 3: وايلد هانت (مهمة البارون الدموية)           |
| شخصية الألعاب                 | بيو دي باي                                           |
| أيقونة eSports                | أندرس بلوم (كاونتر سترايك: الهجوم العالمي)           |
| استوديو العام                 | قرص مضغوط Projekt Red                                |
| ابتكار العام                  | وضع الشخص الأول في جراند ثفت أوتو 5 (روكستار جيمز)   |
| منصة الألعاب للعام            | البخار (صمام)                                        |
| أداء العام                    | آشلي بورتش بدور كلوي برايس (الحياة غريبة)            |
| أفضل لعبة بلاي ستيشن للعام    | بلود بورن (سوني)                                     |
| أفضل لعبة إكس بوكس لهذا العام | أوري والغابة العمياء (إكس بوكس غيم ستوديوز)          |
| لعبة نينتندو للعام            | سبلاتون (نينتندو)                                    |
| أفضل لعبة كمبيوتر للعام       | جراند ثفت أوتو 5 (ألعاب Rockstar)                    |
| لعبة المطلوبين                | فول أوت 4 (بيثيسدا سوفت ووركس)                       |
| أفضل لعبة لهذا العام          | ذا ويتشر 3: وايلد هانت (سي دي بروجكت)                |
| اختيار النقاد                 | ميتال جير سوليد في: ذا فانتوم باين (كوجيما برودكشنز) |
| أفضل لعبة محمولة / محمولة     | تداعيات المأوى (بيثيسدا سوفت ووركس)                  |
| إنجازات مدى الحياة            | ساتورو إيواتا (بعد وفاته)                            |

### 2016
أقيم حفل تسليم الجوائز لعام 2016 في indigO2 في 18 نوفمبر 2016 واستضافه James Veitch.
| الجائزة                         | الفائز                                                                       |
| ------------------------------- | ---------------------------------------------------------------------------- |
| أفضل لعبة أصلية                 | أوفرواتش (لعبة فيديو) (بليزارد إنترتينمنت)                                   |
| أفضل رواية                      | The Witcher 3: Wild Hunt - Blood and Wine (سي دي بروجكت)                     |
| أفضل تصميم مرئي                 | The Witcher 3: Wild Hunt - Blood and Wine (سي دي بروجكت)                     |
| أفضل صوت                        | فول أوت 4 (بيثيسدا سوفت ووركس)                                               |
| أفضل لعبة مستقلة                | فايرواتش (ذعر)                                                               |
| شخصية العام في الألعاب          | شون بلوت                                                                     |
| أفضل لعبة متعددة اللاعبين       | أوفرواتش (لعبة فيديو) (بليزارد إنترتينمنت)                                   |
| أفضل لعبة تنافسية للعام         | قتل رباعي باردزيرا القفز AWP في MLG كولومبوس                                 |
| أفضل لحظة لعب                   | أوفرواتش (لعبة فيديو) (Play of the Game)                                     |
| يوتيوب - شخصية العام القادمة    | جيسي كوكس                                                                    |
| استوديو العام                   | قرص مضغوط Projekt Red                                                        |
| ابتكار العام                    | بوكيمون جو (نيانتيك (شركة))                                                  |
| إنجازات مدى الحياة              | إيجي أونوما                                                                  |
| أفضل منصة ألعاب                 | البخار                                                                       |
| أفضل أداء للألعاب               | دوج كوكل في دور جيرالت أوف ريفيا (The Witcher 3: Wild Hunt - Blood and Wine) |
| لعبة العام التنافسية            | أوفرواتش (لعبة فيديو) (بليزارد إنترتينمنت)                                   |
| لعبة نينتندو للعام              | ذا ليجند أوف زيلدا: توايلايت برينسس إتش دي (نينتندو)                         |
| أفضل لعبة بلاي ستيشن للعام      | أنشارتد 4: نهاية لص (سوني إنتراكتيف إنترتينمنت)                              |
| أفضل لعبة إكس بوكس لهذا العام   | صعود تومب رايدر (إكس بوكس غيم ستوديوز / سكوير إنكس)                          |
| أفضل لعبة كمبيوتر للعام         | أوفرواتش (لعبة فيديو) (بليزارد إنترتينمنت)                                   |
| أفضل لعبة محمولة / محمولة للعام | بوكيمون جو (نيانتيك (شركة))                                                  |
| اختراق                          | إريك بارون (ستارديو فالي)                                                    |
| صالة الشهرة                     | لارا كروفت                                                                   |
| اختيار النقاد                   | تيتانفال 2 (الفنون الإلكترونية)                                              |
| لعبة المطلوبين                  | تأثير ماس: أندروميدا (الفنون الإلكترونية)                                    |
| أفضل لعبة لهذا العام            | دارك سولز 3 (بانداي نامكو إنترتينمنت)                                        |

### 2017
أقيم حفل عام 2017 في Bloomsbury Big Top  في 17 نوفمبر 2017 واستضافه داني والاس.
| الجائزة                                          | الفائز                                                  |
| ------------------------------------------------ | ------------------------------------------------------- |
| أفضل رواية                                       | هوريزن زيرو دون (سوني إنتراكتيف إنترتينمنت)             |
| أفضل تصميم مرئي                                  | كاب هيد (كاب هيد)                                       |
| أفضل صوت                                         | أسطورة زيلدا: بريث أوف ذا وايلد (نينتندو)               |
| أفضل أداء للألعاب                                | أشلي بورتش بدور ألوي (هوريزن زيرو دون)                  |
| أفضل لعبة مستقلة                                 | فرايدي ذا 13: ذا غيم (Gun Media)                        |
| أفضل لعبة متعددة اللاعبين                        | ببجي (كرافتون غيم يونيون)                               |
| استوديو العام                                    | نينتندو إي بي دي                                        |
| أفضل لعبة VR                                     | ريزدنت إيفل 7: بايوهازرد (كابكوم)                       |
| أفضل ألعاب الألعاب الإلكترونية للعام             | أجيليتيز                                                |
| فريق العام للرياضات الإلكترونية                  | مجنون هاي                                               |
| لعبة الرياضات الإلكترونية للعام                  | أوفرواتش (لعبة فيديو) (بليزارد إنترتينمنت)              |
| أفضل جهاز بث / مذيع                              | ماركيبلير                                               |
| أفضل لعبة محمولة / محمولة للعام                  | بوكيمون صن اند مون (نينتندو)                            |
| لعبة نينتندو للعام                               | أسطورة زيلدا: بريث أوف ذا وايلد (نينتندو)               |
| أفضل لعبة بلاي ستيشن للعام                       | هوريزن زيرو دون (سوني إنتراكتيف إنترتينمنت)             |
| أفضل لعبة إكس بوكس لهذا العام                    | سلايم رانشر (نوموني بارك)                               |
| أفضل لعبة كمبيوتر للعام                          | ببجي (كرافتون غيم يونيون)                               |
| جائزة اختيار النقاد                              | أسطورة زيلدا: بريث أوف ذا وايلد (نينتندو)               |
| جائزة الاختراق                                   | اشلي بورتش                                              |
| صالة الشهرة                                      | فاينل فانتسي                                            |
| جائزة المطلوبين                                  | The Last of Us الجزء الثاني (سوني إنتراكتيف إنترتينمنت) |
| لا تزال تلعب جائزة                               | عالم الدبابات (ألعاب الحرب)                             |
| مساهمة بارزة في صناعة الألعاب في المملكة المتحدة | ديبي بيستويك MBE                                        |
| إنجازات مدى الحياة                               | سيد ماير                                                |
| أفضل لعبة لهذا العام                             | أسطورة زيلدا: بريث أوف ذا وايلد (نينتندو)               |

### 2018
أقيم حفل تسليم الجوائز لعام 2018 في Bloomsbury Big Top في 16 نوفمبر 2018، واستضافه داني والاس.
| الجائزة                         | الفائز                                                  |
| ------------------------------- | ------------------------------------------------------- |
| أفضل رواية                      | إله الحرب (لعبة فيديو 2018) (سوني إنتراكتيف إنترتينمنت) |
| أفضل لعبة تنافسية               | فورتنايت باتل رويال (إيبك غيمز)                         |
| أفضل لعبة تعاونية               | مونستر هنتر: وورلد (كابكوم)                             |
| أفضل تصميم                      | إله الحرب (لعبة فيديو 2018) (سوني إنتراكتيف إنترتينمنت) |
| أفضل لعبة مستقلة                | الخلايا الميتة (التوأم المتحرك)                         |
| أفضل صوت                        | إله الحرب (لعبة فيديو 2018) (سوني إنتراكتيف إنترتينمنت) |
| لا تزال تلعب جائزة              | عالم الدبابات (ألعاب الحرب)                             |
| أفضل مؤد                        | بريان ديهارت في دور كونور (ديترويت: نحو الإنسانية)      |
| لعبة الرياضات الإلكترونية للعام | أوفرواتش (لعبة فيديو) (بليزارد إنترتينمنت)              |
| أفضل لعبة VR                    | ذا إيلدر سكرولز 5: سكايرم (بيثيسدا سوفت ووركس)          |
| استوديو العام                   | استوديو SIE سانتا مونيكا                                |
| أفضل جهاز بث / مذيع             | بريان ديشارت وأميليا روز بلير                           |
| لعبة الجوال للعام               | ببجي (ألعاب Tencent)                                    |
| أفضل لعبة كمبيوتر للعام         | سابنوتيكا (عالم غير معروف للترفيه)                      |
| أفضل لعبة بلاي ستيشن للعام      | إله الحرب (لعبة فيديو 2018) (سوني إنتراكتيف إنترتينمنت) |
| أفضل لعبة إكس بوكس لهذا العام   | فورزا هوريزون 4 (مايكروسوفت)                            |
| لعبة نينتندو للعام              | أوكتوبات ترافيلر (نينتندو)                              |
| جائزة الاختراق                  | عوالم غير معروفة                                        |
| جائزة المطلوبين                 | سايبر بانك 2077 (سي دي بروجكت)                          |
| جائزة اختيار النقاد             | ريد ديد ريدمبشن 2 (ألعاب Rockstar)                      |
| إنجازات مدى الحياة              | هيديتاكا ميازاكي                                        |
| مساهمة بارزة                    | وحدة تحكم Xbox التكيفية                                 |
| أفضل لعبة لهذا العام            | فورتنايت باتل رويال (إيبك غيمز)                         |

### 2019
أقيم حفل تسليم الجوائز لعام 2019 في Bloomsbury Big Top في 16 نوفمبر 2019.
| الجائزة                         | الفائز                                          |
| ------------------------------- | ----------------------------------------------- |
| أفضل رواية                      | أيام مضت (سوني إنتراكتيف إنترتينمنت)            |
| أفضل لعبة متعددة اللاعبين       | أبيكس ليجندز (الفنون الإلكترونية)               |
| أفضل تصميم مرئي                 | ديفل ماي كراي 5 (كابكوم)                        |
| أفضل لعبة مستقلة                | البرية الخارجية (أنابورنا التفاعلية)            |
| أفضل صوت                        | الشر المقيم 2 (كابكوم)                          |
| لا تزال تلعب جائزة              | ماين كرافت (موجانغ)                             |
| أفضل مؤد                        | لوجان مارشال جرين بدور ديفيد سميث (تيلينغ لايز) |
| لعبة الرياضات الإلكترونية للعام | فورتنايت باتل رويال (إيبك غيمز)                 |
| أفضل لعبة VR / AR               | Beat Saber (Beat Games)                         |
| استوديو العام                   | ألعاب ملحمية                                    |
| أفضل جهاز بث / مذيع             | سولي ويلر                                       |
| لعبة الجوال للعام               | BTS World (TAKEONE COMPANY)                     |
| أفضل لعبة كمبيوتر للعام         | وورلد أوف ووركرافت كلاسيك (بليزارد إنترتينمنت)  |
| أفضل لعبة بلاي ستيشن للعام      | أيام مضت (سوني إنتراكتيف إنترتينمنت)            |
| أفضل لعبة إكس بوكس لهذا العام   | غيرز 5 (إكس بوكس غيم ستوديوز)                   |
| لعبة نينتندو للعام              | سوبر سماش بروس. نهائي (نينتندو)                 |
| جائزة الاختراق                  | بيت بيت                                         |
| جائزة المطلوبين                 | سايبر بانك 2077 (سي دي بروجكت)                  |
| جائزة اختيار النقاد             | مراقبة (505 لعبة)                               |
| إنجازات مدى الحياة              | يو سوزوكي                                       |
| مساهمة بارزة                    | الحياة غريبة (دونتنود للترفيه)                  |
| أفضل لعبة لهذا العام            | الشر المقيم 2 (كابكوم)                          |

### 2020
أقيم حفل تسليم الجوائز لعام 2020 رقميًا في 24 نوفمبر 2020 واستضافته لورا بايلي وترافيس ويلينغهام.
| الجائزة                         | الفائز                                                    |
| ------------------------------- | --------------------------------------------------------- |
| أفضل رواية                      | The Last of Us الجزء الثاني (سوني إنتراكتيف إنترتينمنت)   |
| أفضل لعبة متعددة اللاعبين       | Fدد9عall Guys (ديفوليفر ديجيتال)                          |
| أفضل تصميم مرئي                 | The Last of Us الجزء الثاني (سوني إنتراكتيف إنترتينمنت)   |
| أفضل لعبة توسع                  | نو مانز سكاي (هالو غيمز)                                  |
| لعبة الجوال للعام               | رحلة Lego Builder (ليغو غروب)                             |
| أفضل صوت                        | The Last of Us الجزء الثاني (سوني إنتراكتيف إنترتينمنت)   |
| أفضل لعبة مستقلة                | Hades (ألعاب خارقة)                                       |
| لا تزال تلعب جائزة              | ماين كرافت (موجانغ)                                       |
| استوديو العام                   | كلب مطيع                                                  |
| لعبة الرياضات الإلكترونية للعام | كول أوف ديوتي: مودرن وورفير (أكتيفيجن)                    |
| أفضل جهاز بث / مذيع جديد        | أنا براندون                                               |
| أفضل لعبة عائلية                | فال غايز: ألتيميت نوكاوت (ديفوليفر ديجيتال)               |
| أفضل مجتمع ألعاب                | ماين كرافت (موجانغ)                                       |
| أفضل مؤد                        | ساندرا سعد بدور كمالا خان (أفنجرز (لعبة فيديو 2020))      |
| جائزة الاختراق                  | بيننا (إينرسلوث)                                          |
| مساهمة بارزة                    | صناعة الألعاب                                             |
| أفضل لعبة كمبيوتر للعام         | ديث ستراندنغ (505 ألعاب)                                  |
| أفضل أجهزة ألعاب                | إنفيديا GeForce RTX 3080                                  |
| أفضل لعبة بلاي ستيشن للعام      | The Last of Us الجزء الثاني (سوني إنتراكتيف إنترتينمنت)   |
| أفضل لعبة إكس بوكس لهذا العام   | Ori and the Will of the Wisps (استوديوهات ألعاب إكس بوكس) |
| لعبة نينتندو للعام              | معبر الحيوان: نيو هورايزونز (نينتندو)                     |
| جائزة المطلوبين                 | تتمة God of War بدون عنوان (سوني إنتراكتيف إنترتينمنت)    |
| جائزة اختيار النقاد             | Hades (ألعاب خارقة)                                       |
| أفضل لعبة لهذا العام            | The Last of Us الجزء الثاني (سوني إنتراكتيف إنترتينمنت)   |

## وصلات خارجية
- جائزة جولدن جويستيك على موقع IMDb (الإنجليزية)
- الموقع الرسمي